# Beñat Intxausti
Beñat Intxausti Elorriaga (Muxika, Vizcaya, 20 de marzo de 1986) es un ciclista español que fue profesional entre 2007 y 2019. Actualmente reside en Muxika.
El 20 de enero de 2020 anunció su retirada tras 13 años como profesional.

## Biografía

### Inicios en el ciclismo
Natural de Múgica, en su infancia combinaba el ciclismo (en verano) con el fútbol (el resto del año, en las filas del Gernika Sporting de la vecina y más poblada localidad de Guernica y Luno).
La afición de Intxausti al ciclismo tenía su origen en su tío Jon Elorriaga, ciclista amateur en el equipo Iberdrola, filial de la ONCE de Manolo Saiz y donde coincidió con Alberto Contador. Así, fue su tío Jon quien le regaló su primera bicicleta, una Mendiz que previamente había pertenecido a Lander Euba, también de Muxika y que llegó a ser profesional con Euskaltel-Euskadi.

### Categorías inferiores

#### De alevín a júnior en la S. C. Amorebieta
En categorías inferiores corrió en las filas de la S. C. Amorebieta de Amorebieta-Echano. Los jóvenes ciclistas como él entrenaban con sus bicicletas dando vueltas a la pista de atletismo de la localidad. Intxausti tomó parte por primera vez en una carrera (que se disputaban en sábados y domingos) en Gallarta, con once años (en categoría alevín), animado por sus familiares.
Cuando tuvo que decidirse entre el fútbol y el ciclismo, al llegar a cadetes, optó por el ciclismo. Los equipos de cadetes y júniors de la entidad de Amorebieta en los que correría estaban patrocinados por Iberdrola y Umpro-Bizkargi respectivamente.
En 2001, en su primer año como cadete, rozó el podio en dos ocasiones al ser cuarto en sendas pruebas. En 2002 logró subir al podio en Carranza al hacerse con el tercer puesto.
En el invierno 2002-2003, ya en categoría júnior, disputó varias carreras de ciclocrós, ganando en Idiazábal y subiendo al podio en cinco ocasiones más, incluyendo un subcampeonato de Euskadi (primero entre los de primer año). Ya en ruta, la temporada 2003 incluyó cuatro puestos de podio (siendo segundo en la Bizkaiko Itzulia, la vuelta por etapas vizcaína), un cuarto lugar en el campeonato de Euskadi contrarreloj y un quinto puesto en su carrera de casa en Múgica.
En el invierno 2003-2004, ya como júnior de segundo año, subió al podio en cuatro ocasiones y fue quinto en el campeonato de Euskadi y noveno en el de España. En la ruta, 2004 sería el año de su consagración al lograr cuatro victorias (Portugalete, Sopelana, Galdácano y Zalla) y subir al podio en ocho ocasiones más: cuatro veces segundo, subcampeonato de Vizcaya en ruta inclusive, y tercero en otras dos carreras; fue además tercero en sendas etapas de las vueltas júnior a Vizcaya y Valladolid (en las que concluyó sexto y séptimo respectivamente).
Por otra parte, también asistía cada año a presenciar desde las cunetas del alto de Montecalvo (situado en Múgica) la Klasika Primavera, una carrera de profesionales organizada por la S. C. Amorebieta a la que él pertenecía. Por aquella época su ídolo era el vizcaíno Mikel Zarrabeitia, quien llegó a ganar la prueba en 1997.

#### Ciclismo amateur
Dio el salto al campo aficionado en el equipo Seguros Bilbao dirigido por Xabier Artetxe. Años después, siendo ya Intxausti profesional, Artetxe le recordaría como un ciclista calculador y con una "clase" que decía le hacía recordar a David Etxebarria.

##### 2005: ganador del Torneo Lehendakari
En 2005 ganó el Torneo Lehendakari que distingue al mejor ciclista de 19-20 años del ciclismo amateur vasco-navarro y fue segundo en el Torneo Sub-23. Para ello, ganó la carrera de Elorrio y una etapa de la Vuelta a Salamanca, además de subir al podio en nueve ocasiones más (cuatro veces como segundo y cinco veces como tercero).
En el posterior invierno (2005-2006) volvió a disputar varias carreras de ciclocrós, siendo su mejor puesto el tercer lugar logrado precisamente en Muxika, su carrera de casa, en la que fue además el mejor sub-23.

##### 2006: ocho victorias y estreno Continental
En 2006 fue el corredor con más victorias del equipo, con ocho: Hospitalet, Subida a Gorla, una etapa en la Vuelta al Bidasoa, Beasáin, Campeonato de Euskadi contrarreloj sub-23, Campeonato de Vizcaya contrarreloj sub-23, Mañaria y Llanera. Sin embargo, la temporada dejó un sabor agridulce debido a una caída en la Vuelta al Bidasoa, que le impidió luchar por la general en la prestigiosa ronda amateur guipuzcoana.
Intxausti también participó por primera vez en algunas carreras profesionales de categoría Continental de la mano de la selección española sub-23, produciéndose dicho estreno en la Clásica de Alcobendas que ganó Jan Hruška (3 Molinos Resort), y en la que finalizó 102.º. También corrió la Clásica Txuma, donde fue quinto, siendo el mejor de los no profesionales en una carrera ganada por Mijaíl Ignátiev (Tinkoff Restaurants) con más de ocho minutos respecto al grupo tras una fuga de 90 kilómetros. Asimismo, en septiembre disputó el Tríptico de Barragues, una carrera belga de categoría Continental en la que participaban tanto equipos profesionales de categoría Continental como selecciones nacionales con jóvenes valores neoprofesionales o (como en el caso de Intxausti) aficionados a punto de dar el salto al profesionalismo. En esa selección estaba entre otros el ya profesional Diego Milán (Grupo Nicolás Mateos), con quien ya sabía que coincidiría la siguiente temporada en su salto al campo profesional.
Pocos días después el seleccionador español Paco Antequera confirmó que Intxausti sería uno de los corredores españoles que participaría en el Campeonato del Mundo sub-23 que se celebraría en Salzburgo, donde tendría libertad para moverse en carrera. En su debut en la cita mundialista fue 62.º, dentro del grupo principal que llegó a 5" de los escapados entre los que se encontraba el ganador Gerald Ciolek, siendo así uno de los tres únicos ciclistas españoles que lograron terminar la prueba.

### Ciclismo profesional

#### Con Gianetti y Matxín
Tras su gran año como amateur, Intxausti se convirtió en un corredor deseado por varios equipos profesionales. Finalmente fichó por la estructura de Mauro Gianetti y Joxean Fernández "Matxín", que contaba con un equipo ProTour (Saunier Duval) y otro Continental (Nicolás Mateos), tras negociar dicha incorporación con Sabino Angoitia, uno de los directores auxiliares de Matxín.
De ese modo quedó descartado su fichaje por la estructura de la Fundación Euskadi dirigida por Miguel Madariaga, que contaba también con un equipo ProTour (Euskaltel-Euskadi) y uno Continental (Orbea), y que mostró su "desilusión" porque cuando trató de fichar al prometedor vizcaíno el representante de éste, Xabier Artetxe, no respondió y el corredor ya había firmado con otro equipo.

##### 2007: aprendizaje en el filial Nicolás Mateos
Debutó como profesional en el año 2007 con el equipo Grupo Nicolás Mateos de categoría Continental, filial del Saunier Duval-Prodir de categoría ProTour. A lo largo de la temporada participó en diversas carreras españolas de categoría Continental enmarcadas en el UCI Europe Tour, incluida la Klasika Primavera organizada por la S. C. Amorebieta.
Ese año fue quinto en la general del Tour del Porvenir, a 1'32" del ganador Bauke Mollema. Su mejor momento se produjo en la séptima jornada con final en el alto de Super-Besse que ganó Dario Cataldo, y en la que fue tercero tras haber realizado un ataque. Meses antes había sido también quinto en La Côte Picarde, en la que finalizó a 11" del vencedor Simon Špilak. Ambas carreras formaban parte del calendario de la Copa de las Naciones UCI sub-23.
Poco después tuvo protagonismo en el Mundial sub-23, merced a una escapada junto a otros cinco corredores que fue neutralizada a 4 kilómetros de meta.

##### 2008: estreno en el ProTour sin grandes vueltas

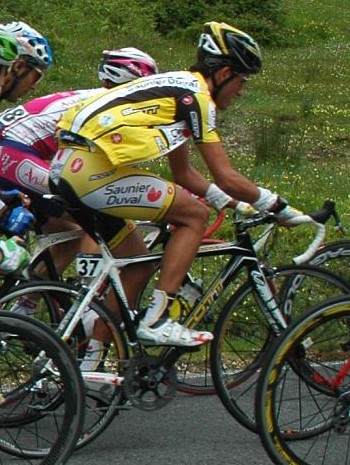
Intxausti, en la Euskal Bizikleta 2008.

En 2008 se estrenó con el equipo Saunier Duval-Scott, de categoría ProTour, en el Tour de San Luis celebrado en Argentina, siendo segundo en la etapa reina que ganó el venezolano Carlos Ochoa por seis segundos. Su ataque no fue bien recibido por Frank Schleck, quien le increpó en meta, resolviéndose finalmente la discrepancia en el hotel tras ofrecerle Intxausti su visión de lo sucedido. Poco después se produciría su debut en una carrera del máximo nivel, al participar en la París-Niza.
El corredor vasco corrió además varias carreras disputadas esa primavera en carreteras vascas. Así, en abril disputó la Vuelta al País Vasco, en la que finalizó siendo un discreto 83.º. Un día después del final de la ronda vasca de categoría ProTour lograría ser noveno en su carrera de casa, la Klasika Primavera, al llegar en el grupo principal que terminó a 12" del cuarteto cabecero. El corredor destacó asimismo el buen ambiente existente en el equipo, como sus bromas con el veterano Leonardo Piepoli.
En junio corrió la Euskal Bizikleta (la otra vuelta por etapas vasca, aunque de menor entidad), que según su director Joxean Fernández "Matxín" debía ser uno de sus grandes objetivos para ese año. En esa carrera se impuso su compañero de equipo Eros Capecchi merced a una victoria en la etapa final con meta en Arrate, etapa que Intxausti no llegó a acabar.
A lo largo de la temporada siguió estrenándose en carreras ProTour como la Flecha Valona, la Vuelta a Suiza (en la que llegó fuera de tiempo en la cuarta etapa) y el Tour de Polonia, aunque sin llegar a debutar en ninguna de las tres grandes vueltas.
La temporada del equipo estuvo marcada por los dos positivos por CERA registrados en el Tour de Francia por parte de sus dos principales estrellas, los italianos y compañeros de habitación Riccardo Riccò y Leonardo Piepoli. Ese doble caso de dopaje, calificado por Intxausti como "un palo grande" que le afectó, motivó que la empresa Saunier Duval abandonara el patrocinio de la formación, que en los meses restantes pasó a llamarse Scott-American Beef.
La escuadra fue excluida de la Vuelta a España por los sucesos protagonizados por sus estrellas en la Grande Boucle.
Además, las dificultades para encontrar patrocinadores para la siguiente temporada tras ese doble positivo dejaron el futuro de la formación en entredicho. La ausencia de un patrocinador para 2009 hizo que los gestores dieran libertad a sus corredores bajo contrato para que pudieran firmar por otra escuadra, posibilitando así la marcha de José Ángel Gómez Marchante.

##### 2009: problemas del equipo y pinchazo en la Vuelta
Finalmente los responsables del equipo lograron los patrocinadores necesarios para seguir en el pelotón en 2009, rebautizando la formación bajo el nombre Fuji-Servetto. Pese a que mantenía la licencia ProTour, la escuadra tenía un presupuesto reducido y una plantilla sin grandes nombres, que se vio lastrada además por diversos problemas físicos en forma de lesiones o enfermedad. El propio Intxausti se fracturó la clavícula derecha en la Vuelta a Castilla y León, recuperándose satisfactoriamente y sin necesidad de pasar por el quirófano de una lesión que no obstante le impidió participar en la Vuelta al País Vasco, uno de sus grandes objetivos del año.
El equipo tuvo asimismo dificultades para acudir a las principales carreras del calendario tras los escándalos de dopaje protagonizados por los positivos de sus principales estrellas en las últimas ediciones del Tour: Mayo en 2007 por EPO, Riccò y Piepoli en 2008 por CERA. ASO, empresa organizadora de la Grande Boucle, excluyó por ese motivo a la formación de carreras como la París-Niza (decisión recurrida ante el TAS, que dio la razón a ASO) y el Tour de Francia. El equipo sí pudo participar no obstante en el Giro de Italia, después de que la organizadora RCS decidiera finalmente admitir a la escuadra (tras haber desestimado el TAS las exclusiones realizadas para sus carreras previas Tirreno-Adriático y Milán-San Remo), aunque el convaleciente Intxausti no fue uno de los nueve elegidos por sus directores para tomar parte en la ronda italiana.
En su vuelta a la competición tras casi dos meses de parón corrió la Volta a Cataluña y la Dauphiné Libéré sin resultados destacados, para concluir junio con un quinto puesto en el Campeonato de España con final en el puerto de El Soplao. Poco después, mientras se corría el Tour, otro compañero se vio de nuevo envuelto en un caso de dopaje: Ricardo Serrano había dado positivo, también por CERA. Tras el parón obligado en julio por el veto del Tour, en agosto fue quinto en la Subida a Urkiola tras lanzar varios ataques, en una carrera que ganó Igor Antón. Pocos días después fue séptimo en la Vuelta a Burgos.
En la Vuelta a España. En la 10.ª etapa atacó en la Cresta del Gallo, último puerto del día, en una cabalgada que le sirvió para sobrepasar a Alexander Vinokourov y alcanzar al fugado Linus Gerdemann, siendo ambos cabeza de carrera con 30" sobre el pelotón al paso por la pancarta de la cima. Sin embargo, en el peligroso descenso rozó la caída y sufrió un pinchazo en su rueda trasera por la piedrilla presente en la carretera, viéndose obligado a echar pie a tierra y perdiendo así sus opciones de victoria. Intxausti, que consideraba que su renta podía haber sido suficiente para ganar en la meta de Murcia, dejó patente su frustración lanzando la rueda pinchada unos metros cuando esperaba al coche de su equipo mientras veía impotente cómo era sobrepasado por el pelotón. Gerdemann sufrió una caída en ese mismo descenso, y la victoria fue finalmente para Simon Gerrans. Posteriormente intentó estar cerca de los favoritos de la general en etapas de montaña como la de La Pandera. Su primera participación en una gran vuelta concluyó con un 60.º lugar en la clasificación general.
La difícil situación del equipo hizo que Intxausti buscara su salida del mismo para fichar por el Euskaltel-Euskadi, que ya había manifestado su interés por fichar al corredor tras la tentativa fallida de tres años atrás, comprometiéndose a guardarle una plaza en la formación si lograba desvincularse de la escuadra de Matxín, con la que le quedaba un año de contrato. Finalmente el ciclista llegó a un acuerdo con los dirigentes de la formación cántabra, e inmediatamente después se anunció oficialmente su fichaje por el equipo naranja. Otros corredores destacados, como Juan José Cobo y David de la Fuente, dejaron también el equipo para pasar a otras escuadras ProTour, en su caso el Caisse d'Epargne y Astana respectivamente.

#### Breve paso por Euskaltel-Euskadi
La presentación oficial de Intxausti como nuevo corredor del Euskaltel-Euskadi se produjo el 29 de octubre en el Aula Pedagógica de la Fundación Euskadi en Derio. Aunque la idea de Intxausti y de Miguel Madariaga (máximo responsable del equipo) era firmar un contrato por dos temporadas, el agente del corredor impuso que el contrato fuera por una única temporada.

##### 2010: segundo en País Vasco y marcha en verano

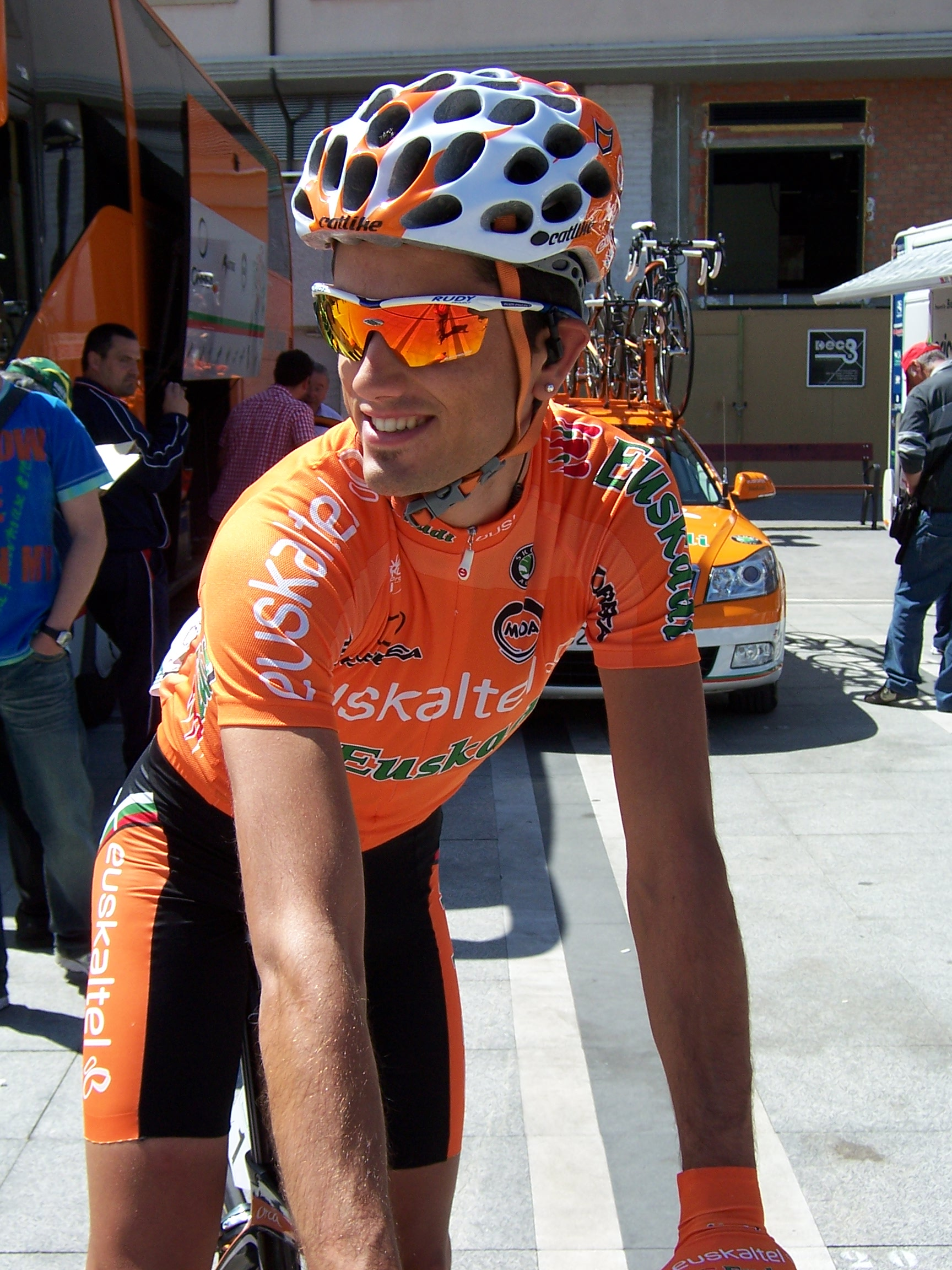
Intxausti, en el G. P. de Llodio días después de la Vuelta al País Vasco.

Ya integrado en su nueva formación, durante el invierno se anunció que iría a la Vuelta a España junto a Igor Antón (jefe de filas para dicha carrera), y acudió al velódromo de Anoeta para afinar su posición aerodinámica para las contrarrelojes.
Su estreno se produjo en la Challenge de Mallorca y París-Niza. Posteriormente fue décimo en el Critérium Internacional disputado en Córcega, donde destacó su ascensión a L'Ospédale tirando de su jefe de filas Samuel Sánchez, así como su quinto puesto en la crono final, mejor que Samu (quien no obstante concluyó cuarto en la general).
En la Vuelta al País Vasco, la carrera de casa del equipo, fue segundo en la general final, sólo superado por Chris Horner. En la primera etapa atacó en la ascensión a Putxeta-Las Calizas, formándose un grupo de favoritos con el que llegaría a la meta de Ciérvana, al contrario que el teórico jefe de filas del conjunto naranja Samuel Sánchez, pasando así a ser la baza principal del equipo de cara a la clasificación general. Tras ceder pocos segundos en las dos etapas de montaña (de las cuatro siguientes) con finales en Arrate y en Orio (tras subir Aia), en la contrarreloj final de Orio pudo rematar su actuación superando a Joaquim Rodríguez y Jean-Christophe Péraud (tercero y cuarto respectivamente) para auparse al tercer puesto en la general, subiendo al tercer escalón del podio. Tras la descalificación de Alejandro Valverde por parte de la UCI siguiendo una sentencia condenatoria del TAS por su implicación en la red de dopaje descubierta en la Operación Puerto, Intxausti subió una posición más, figurando segundo en la clasificación final oficial.
Intxausti concluyó esa primera parte de la temporada con su participación en la Vuelta a Asturias, donde ganó la contrarreloj disputada como sector vespertino en la tercera jornada en Piedras Blancas, triunfo que le sirvió para colocarse como líder provisional de la general. Sin embargo, en la siguiente etapa cedió el liderato ante Fabio Duarte, para terminar finalmente siendo tercero en la general, por detrás de Tino Zaballa (ganador de la ronda tras imponerse en la quinta y última etapa) y Duarte, ambos de equipos de categoría Continental.
Durante la disputa del Tour de Francia, que él no corrió, Miguel Madariaga hizo público que el equipo se encontraba inmerso en un periodo de negociaciones para reunir el presupuesto necesario para continuar en el pelotón en 2011, y explicó que si bien el equipo seguiría adelante cabía la posibilidad de que algunos corredores estrella (que terminaban contrato) no renovaran o dejara de ser ProTour. Madariaga apuntó directamente a Intxausti como uno de los hombres con menos opciones de seguir en el equipo al considerar excesivas las pretensiones económicas mostradas por el corredor durante las conversaciones para su posible renovación, culpando de su no renovación (que, pese a no estar aún confirmada, daba por hecha) al representante del ciclista. En los días sucesivos renovaron con el equipo puntales como Samuel Sánchez, Igor Antón, Romain Sicard, Egoi Martínez o Amets Txurruka, mientras que Intxausti confirmó (a través de una llamada telefónica al equipo de su representante Antonio Vaquerizas) que no renovaría con el equipo naranja. El vizcaíno se mostró satisfecho de su paso por el conjunto vasco y no descartó la posibilidad de regresar en un futuro al equipo de su tierra [sic], al tiempo que negó el rumor de que su no renovación tuviera que ver con no haber sido seleccionado para el Tour (ya que era algo que había acordado con Galdeano previamente) y destacó que su objetivo para la Vuelta a España era ayudar al jefe de filas Igor Antón y ganar una etapa con final en alto. Inxausti aseguró además que si se iba no era por dinero y que la formación había hecho todo lo posible por retenerle, pero que su decisión de cambiar de aires era "muy personal" y basada sobre todo en su juventud y su deseo de "probar otras cosas".
Ya iniciada la Vuelta a España, el día que se disputaba la 3.ª etapa de la Vuelta el diario El Correo publicó que Intxausti había llegado a un acuerdo con el Movistar Team de Eusebio Unzué (continuadora de Reynolds, Banesto y 
Caisse d'Epargne) para las tres siguientes temporadas, noticia que fue confirmada esa mañana tanto por el equipo como por el corredor, quien se refirió a la escuadra navarra como "el mejor equipo para crecer". En la etapa de ese día (con final en la ascensión al Castillo de Gibralfaro de Málaga) cedió diecinueve minutos, circunstancia que achacó al calor. Su compañero Igor Antón ganó dos etapas y fue líder durante nueve jornadas, hasta que una caída en la 14.ª etapa camino de la ascensión final a Peña Cabarga le obligó a abandonar. Intxausti, 151º en la general a 2h 23' 21" del líder y el peor clasificado del conjunto naranja, cerró su decepcionante actuación retirándose en la siguiente etapa (con final en los Lagos de Covadonga) a la altura del kilómetro 50. Su pobre actuación contrastó así con las tres victorias de etapa cosechadas por el equipo (dos de Antón, y una de Mikel Nieve tras la retirada del primero) y las buenas sensaciones que había ofrecido el propio Intxausti en el G. P. de Plouay poco antes de la Vuelta.

#### Movistar, la estructura de Unzué
Intxausti firmó un contrato con tres años con el equipo español Movistar. Su fichaje por la estructura dirigida por Eusebio Unzué (continuadora de Banesto, iBanesto.com, Illes Ballears y Caisse d'Epargne, y por donde habían pasado corredores como Miguel Induráin, Pedro Delgado o Abraham Olano), que estrenaba dicha denominación, coincidió con un momento en el que dicha formación se encontraba sin un líder claro al estar sancionado su jefe de filas de los últimos años Alejandro Valverde (suspendido dos años por la Operación Puerto) y no haber fructificado las negociaciones para la incorporación de Alberto Contador (quien finalmente pasó al Saxo Bank dirigido por Bjarne Riis). Intxausti coincidiría así con ciclistas como Xavier Tondo, Marzio Bruseghin y David Arroyo.

##### 2011

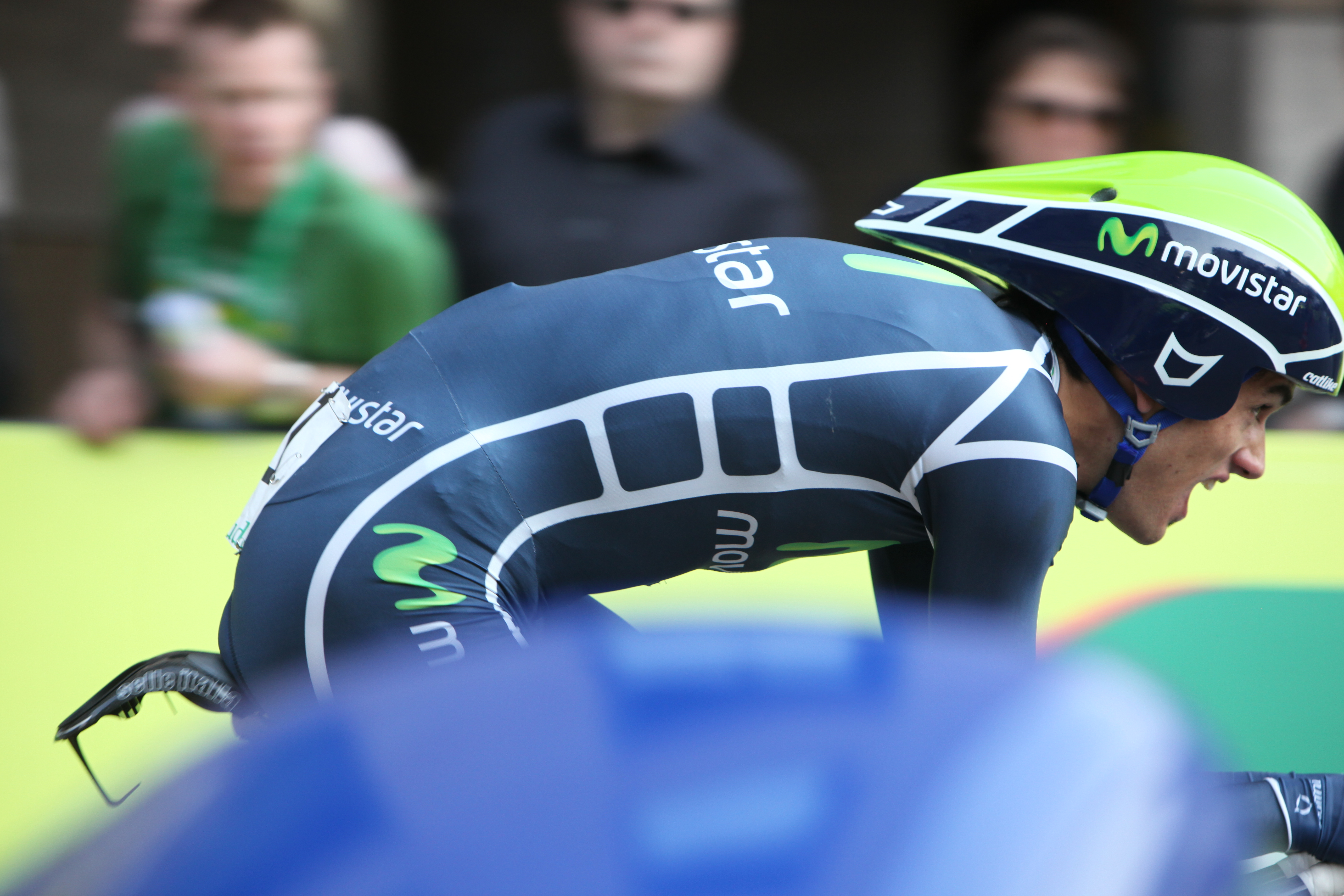
Intxausti, disputando el prólogo del Tour de Romandía, donde concluiría quinto en la clasificación general.

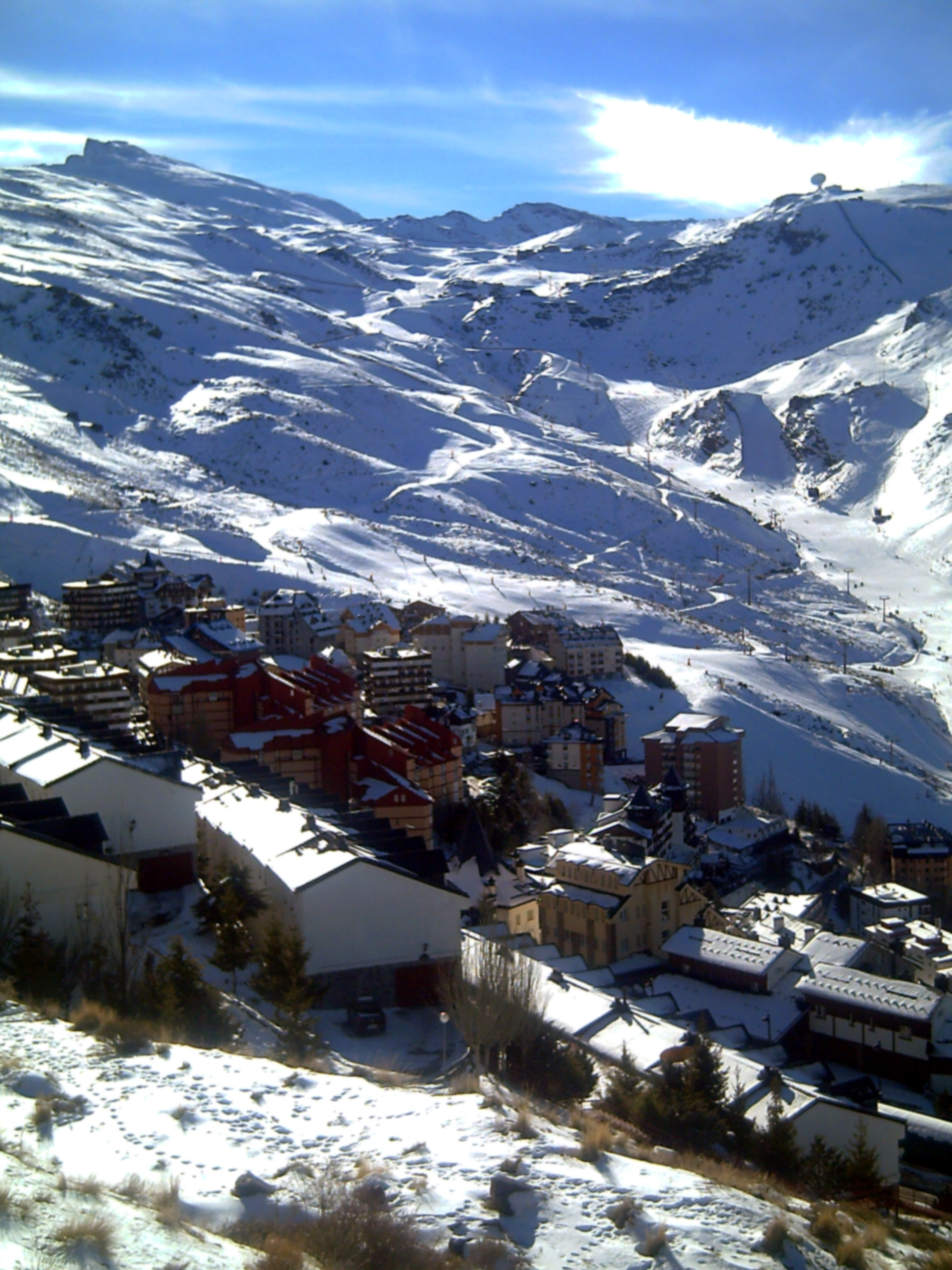
Panorámica de Pradollano, donde fue testigo del fallecimiento de su compañero Xavier Tondo.

En 2011 su inicio de temporada se vio afectado al verse aquejado de una gripe, circunstancia que le impidió participar en marzo en la París-Niza y el Critérium Internacional.
Debido a ello llegó más corto de preparación de lo previsto a la Vuelta al País Vasco, donde sería uno de los puntales del equipo junto a Xavier Tondo y David López García ante la ausencia de un jefe de filas claro. Intxausti concluyó cuarto la ronda vasca: tras ceder 9" en el repecho inaugural de La Antigua y llegar con los favoritos en Arrate, lo intentó sin fortuna desde lejos en Urkiola camino a Zalla, donde en la crono final se decidiría la clasificación general. El mejor clasificado del ganador por equipos Movistar tuvo que conformarse con la cuarta posición, a 16" del podio, después de que Chris Horner y Robert Gesink quedaran empatados a tiempos como segundo y tercero respectivamente, con Andreas Klöden como ganador. Un día después disputó su carrera de casa, la Klasika Primavera, dejándose ver junto a su excompañero Igor Antón en los finalmente infructuosos movimientos vividos en Montecalvo para terminar cerrando el grupo de quince corredores que se jugó la victoria al sprint.
Posteriormente participó en las clásicas de las Ardenas, completando una actuación discreta, con el vigésimo puesto en la Flecha Valona como mejor resultado. El corredor vasco cerró su primera parte de la temporada corriendo el Tour de Romandía, animado por las similitudes que le encontraba con la ronda vasca. Intxausti finalizó la carrera romanda en el quinto lugar, a 22" del podio cuyo tercer cajón fue para Alexander Vinokourov, y habiendo sido sexto en las dos etapas de montaña de los primeros días.
En mayo se trasladó a Sierra Nevada para afinar en altitud su puesta a punto de cara a su debut en el Tour. Dicha concentración quedaría marcada cuando fue testigo directo del fallecimiento de su compañero Tondo, atrapado por la puerta del garaje de la vivienda que ambos compartían en Pradollano, momentos antes del entrenamiento que tenían previsto realizar ese día. Intxausti lamentó no haber podido evitar el "terrible" suceso, que supuso un precipitado final a su estancia en la sierra granadina.
Ya regresado a casa, no salió a entrenar las dos semanas siguientes al hallarse abatido, perdiendo así su estado de forma. Su director Eusebio Unzué le llamó por teléfono para que tal y como estaba previsto antes de la muerte de Tondo fuera al Critérium del Dauphiné, al entender que podía serle beneficioso tanto para evadirse en un nuevo entorno como para prepararse de cara al Tour. Aunque sus resultados fueron discretos (terminó retirándose en la última etapa), admitió que le había resultado beneficioso para recuperar la motivación. Posteriormente participó en el Campeonato de España de ruta: tras intentar unirse a Alberto Contador y su compañero José Joaquín Rojas en la última ascensión al Desierto de las Palmas, terminó siendo alcanzado por el grupo que llegó a la meta de Castellón de la Plana a 28" del ganador Rojas, finalizando así decimosegundo.
Intxausti acudió a su primer Tour de Francia como uno de los puntales del Movistar, y con la motivación de que el fallecido Tondo le había encomendado la misión de ganar el maillot blanco al mejor joven, si bien el corredor prefirió ser cauto en sus declaraciones remarcando que debido a su condición de novato en la Grande Boucle debía ir día y a día. Sufrió una caída en la primera etapa, sin que en la radiografía posterior le fuera detectada fractura alguna. Seis días después, tras la accidentada séptima etapa en la que sufrieron caídas hombres como Bradley Wiggins, Chris Horner o Levi Leipheimer, le fueron realizadas nuevas pruebas; aunque la RMN reveló que sufría una fractura en la cabeza del radio, decidió continuar en carrera. Sin embargo, el día siguiente se retiró durante el transcurso de la etapa que terminaría en Superbesse, al considerar que era absurdo seguir. Balance.
El vizcaíno regresó a la competición semanas después en el Circuito de Guecho y la Vuelta a Burgos, con la vista puesta en su participación en la inminente Vuelta a España. Sin embargo, en la prueba burgalesa sufrió una nueva caída que le mandó a la cuneta y le obligó a retirarse, descubriendo la consiguiente TAC que se había reabierto una fisura interna; este nuevo contratiempo volvió a apartarle de la bicicleta y su rutina de entrenamiento durante unos días, por lo que volvía a acudir a una gran vuelta sin encontrarse en las mejores condiciones, Las sucesivas adversidades a las que había tenido que enfrentarse desde mayo le habían dejado además "harto, cansado, desmoralizado", y aunque se autodescartaba para la lucha por la clasificación general mostró su deseo de encontrarse bien en la Vuelta para desquitarse. Ya en la ronda española, en la cuarta etapa se enfrentó a su regreso a Pradollano, la urbanización de Sierra Nevada donde había sido testigo del fallecimiento de su compañero Tondo y que acogía la meta ese día, reviviendo así nuevamente lo ocurrido; en esa ascensión final quedó además descolgado de los favoritos y se confirmó su predicción de que no podría aspirar a los puestos de honor en la general. Ya mediada la Vuelta fue segundo el día de Manzaneda, formando parte de la escapada que se jugó una victoria de etapa que fue para el veterano escalador David Moncoutié. La causa de su mejoría fue la corrección de su postura sobre la bicicleta por parte del biomecánico Jon Iriberri al detectar que desde su caída en el Tour no pedaleaba correctamente con su pierna derecha, y el corredor destacó la importancia que tenía para su moral ese buen puesto en la estación de esquí orensana. Aunque en un principio pareció que era junto a Bruseghin y Lastras uno de los tres únicos ciclistas del Movistar que no se vio afectado por una gastroenteritis de causa vírica en la etapa de Oyón a Peña Cabarga, finalmente sí se vio mermado por esa circunstancia, y en el regreso a las carreteras vascas de la Vuelta tras 33 años de ausencia no pudo ser protagonista en las etapas de Bilbao y Vitoria.

##### Crítica a los nuevos dirigentes de su exequipo
Beñat, el 21 de septiembre, fue uno de los firmantes del comunicado en contra de la nueva gestión deportiva del Euskaltel-Euskadi de cara a la temporada 2013 en la que, no renovaron a ciclistas vascos apreciados por la afición y compañeros del pelotón para fichar a corredores extranjeros (hasta dicha fecha el equipo se componía solo de ciclistas vasco-navarros o formados en equipos del ciclismo amateur vasco-navarro). Estos corredores temieron que los extranjeros pudiesen quitar puestos en la plantilla a corredores vascos y así se limitase la opción de ser profesional para muchos de ellos.

##### 2013
Tras los buenos resultados en Giro y Vuelta la pasada temporada, el Movistar Team sigue confíando en Beñat como uno de los líderes del equipo para la temporada 2013. La preparación de Beñat Intxausti para el Giro fue muy regular, consiguiendo dos puestos de mérito en Vuelta al País Vasco y Tour de Romandía (4.º y 5.º respectivamente). También brilló en las clásicas de casa: Circuito de Guecho (9.º) y Klasika Primavera (organizada por el club con el que empezó en el ciclismo) donde consiguió un meritorio 4.º puesto.
Estos resultados le hicieron llegar con una buena forma al Giro de Italia, donde acudiría como jefe de filas del equipo telefónico. Tras un comienzo regular, el ciclista vizcaíno logró conseguir una buena posición el la general gracias al buen trabajo del equipo en la contrarreloj por equipos de la 2.ª etapa. El 10 de mayo de 2013 se vistió por primera vez con la maglia rosa del Giro de Italia tras arrebatársela a Luca Paolini en la 7.ª etapa con final el Pescara. Fue una etapa accidenta donde uno de los gallos de la carrera el británico Bradley Wiggins perdió cerca de minuto y medio con el grupo de favoritos a causa de una caída. Después perdería el liderato en una contrarreloj muy difícil para él. Al final pudo conseguir un triunfo en la etapa 16 de este Giro, dedicándosela a Xavi Tondo

#### 2016: fichaje por el Sky
En septiembre de 2015 se dio a conocer que Beñat formaría parte del equipo Team Sky durante los 2 próximos años, siendo el tercer español en el conjunto inglés, al coincidir con Mikel Landa y David López. A pesar de empezar la temporada con gran pie, quedando 2.º en la 4.ª etapa de la Vuelta a la Comunidad Valenciana y 3.º en la clasificación general final, en marzo se le diagnosticó mononucleosis enfermedad que solo le permitió competir 15 días en todo el año, superándola a finales de año con la vista puesta en la temporada 2017.

### 2019: Fichaje por Euskadi-Murias
Tras la recuperación de su enfermedad, el ciclista vasco lo intentaría en el equipo de casa, siendo el fichaje estrella del equipo Euskadi Basque Country-Murias. Tras una temporada sin resultados y con muchos abandonos, el corredor comunicó en enero de 2020 que se retiraba.

## Palmarés
2010
- 1 etapa de la Vuelta a Asturias

2012
- Vuelta a Asturias

2013
- 1 etapa del Giro de Italia
- Tour de Pekín, más 1 etapa

2015
- 1 etapa del Giro de Italia

## Resultados en Grandes Vueltas
Durante su carrera deportiva consiguió los siguientes puestos en las Grandes Vueltas:
| Carrera | Carrera         | 2007 | 2008 | 2009 | 2010 | 2011 | 2012 | 2013 | 2014  | 2015 | 2016 | 2017 | 2018 | 2019 |
| ------- | --------------- | ---- | ---- | ---- | ---- | ---- | ---- | ---- | ----- | ---- | ---- | ---- | ---- | ---- |
|         | Giro de Italia  | —    | —    | —    | —    | —    | 38.º | 8.º  | —     | 29.º | —    | —    | —    | —    |
|         | Tour de Francia | —    | —    | —    | —    | Ab.  | —    | —    | 114.º | —    | —    | —    | —    | —    |
|         | Vuelta a España | —    | —    | 60.º | Ab.  | 86.º | 10.º | 87.º | —     | —    | —    | —    | —    | —    |

—: no participa

Ab.: abandono

## Equipos
- Grupo Nicolás Mateos (2007)
- Saunier Duval/Scott/Fuji (2008-2009)
  - Saunier Duval-Scott (2008) (hasta julio)
  - Scott-American Beef (2008)
  - Fuji-Servetto (2009)
- Euskaltel-Euskadi (2010)
- Movistar Team (2011-2015)
- Team Sky (2016-2018)
- Euskadi Basque Country-Murias (2019)